# Lehnseid

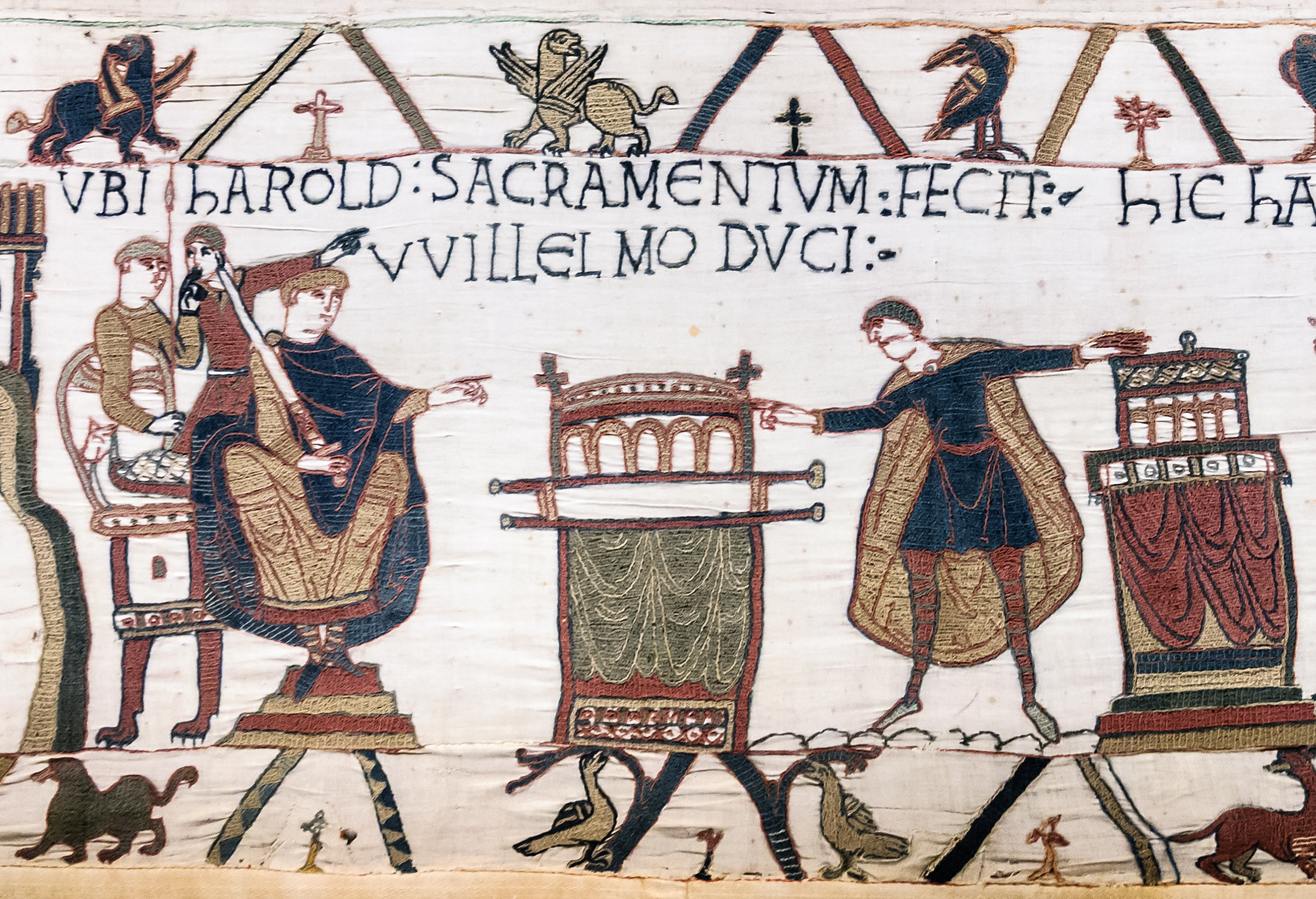
Teppich von Bayeux (11. Jh.): Harald Godwinson, Earl of Wessex (später Harold II. von England), leistet dem Herzog der Normandie, Wilhelm (dem späteren „Eroberer“), einen Treueid.

Grundlegend für das Lehnswesen war der sogenannte Lehnseid, auch Homagialeid. Er musste vom Belehnten (Vasall) sowie vom Lehnsherrn abgelegt werden.
Der Lehnseid wird meist unter Verwendung traditioneller Formen geleistet. Im Mittelalter sprach der Lehnsnehmer die Schwurformel, während er einen Reliquienschrein berührte, und legte dann seine wie zum Gebet aneinandergelegten Hände symbolisch in die des Lehnsherren. Der Eid beinhaltet das Treuversprechen gegenüber dem Herrn und das Akzeptieren der Folgen bei Treuebruch, auf der Gegenseite aber auch das Treue- und Schutzversprechen des Herrn gegenüber seinem Lehnsmann.
Bei den höchsten Lehen des Heiligen Römischen Reiches, den sogenannten Fahnlehen der Fürsten, folgte dann die Übergabe der an einen Speer gebundenen Fahnen mit den Wappen der verlehnten Länder, als Sinnbilder des Heerbanns, durch den römisch-deutschen König oder Kaiser.
Im Spätmittelalter werden Belehnung und Treueid durchweg durch eine ausgefertigte Urkunde bestätigt, in der Neuzeit auch ersetzt. Ist die räumliche Entfernung zwischen beiden sehr groß, kann der Lehnsherr einen Vertreter benennen, vor dem der Lehnseid abzuleisten ist. Bildliche Darstellungen des Vorgangs finden sich besonders häufig in spätmittelalterlichen und frühneuzeitlichen Chroniken.
Den gesamten Vertragsabschluss beim Lehnseid bezeichnet man auch als Kommendation.